# ایگوآنای گائو
ایگوآنای گائو (نام علمی: Brachylophus gau) نام یک گونه از سرده تاج‌کوتاه‌ها است.